# Georg Herrnstadt
Georg „Schurli“ Herrnstadt (* 1948 in Wien) ist ein österreichischer Musiker, Komponist und Autor sowie ORF-Redakteur im Club 2; ferner ist er als Organisationsberater tätig und schult Staatsanwälte und Richter zu Vernehmungstechniken.

## Leben
Georg Herrnstadt studierte von 1968 bis 1975 Physik und Philosophie an der Universität Wien. Im Jahr 1971 war er Gründungsmitglied der Band Schmetterlinge. Später trat er sowohl als Solist als auch im Duo mit Willi Resetarits auf, mit dem er zusammen nicht nur beinahe alle Songs des eigenen Albums MorgenGrauen komponierte, sondern auch einen Song für das Album Kieberei zwo drei der Gruppe Kottan’s Kapelle. Herrnstadt arbeitet seit 1986 an Theater- und Hörspielmusiken und führt auch Hörspiel- und Kindertheaterregie. Seit 1988 ist er auch am Wiener Volkstheater tätig. Zusammen mit Max Edelbacher schrieb er das Buch Sie haben das Recht zu schweigen: Wie Lügner überführt werden.

## Diskografie

### Schmetterlinge (Alben)
- 1975: Lieder Fürs Leben
- 1977: Beschwichtigungs Show
- 1977: Proletenpassion
- 1979: Herbstreise – Lieder Zur Lage
- 1981: Verdrängte Jahre (Liedtexte v. Jura Soyfer)
- 1982: Die Letzte Welt

### Als Solist
- 1984: MorgenGrauen (Album mit Willi Resetarits; von 15 Liedern sind 14 Kompositionen Herrnstadt/Resetarits)[8]

## Theater
- 1999–2001: Der böse Geist Lumpazivagabundus. Volkstheater Wien, Musik und Arrangement.
- 2000: Die Nebochantenpartie. Volkstheater München / Orpheum Wien, Regie.[9]

## Werke
- mit Max Edelbacher: Sie haben das Recht zu schweigen: Wie Lügner überführt werden. Goldegg 2011, ISBN 978-3-902729-26-2.